# Krausius colombia
Krausius colombia – gatunek błonkówki z rodziny Pergidae, jedyny przedstawiciel rodzaju Krausius.

## Taksonomia
Gatunek ten został opisany w 2006 roku przez Davida Smitha. Jako miejsce typowe podano okolice miasta Tunja w kolumbijskiej prowincji Boyacá. Holotypem była samica. 

## Zasięg występowania
Ameryka Południowa, notowany w Kolumbii.